# Thozetia racemosa
Thozetia racemosa är en oleanderväxtart som beskrevs av Ferdinand von Mueller och George Bentham. Thozetia racemosa ingår i släktet Thozetia och familjen oleanderväxter. Inga underarter finns listade i Catalogue of Life.